# Uperoleia borealis
Uperoleia borealis és una espècie de granota que viu a Austràlia.